# Розклад на завтра
«Розклад на завтра» («Расписание на завтра») — радянський художній фільм 1976 року, знятий режисером Миколою Александровичем на Творчому об'єднанні «Екран».

## Сюжет
Фільм із головними героями складається з 3-х історій:
- 1-а — про кохання учнів до вчительки англійської мови (акторка Ніна

Зоткіна),
- 2-а — про допомогу дівчинці, яка хотіла навчитися кататися на ковзанах,
- 3-тя — про те, як школярі в макеті міста у директора (актор Олег Жаков) в кабінеті знайшли вірші, написані перед війною та присвячені дівчинці під літерою «Н.». Автор макета загинув на війні, місто збудували за його макетом, а вірші так і не прочитала та дівчинка. Її й пішли шукати герої фільму.

## У ролях
- Ніна Зоткіна — Євгенія Михайлівна
- Ян Гайдукевич — Владик Бабкін
- Діма Кандідов — Юра Баришев
- Данило Рожков — Костя Сорокін
- Інна Палехова — Ліля Петрачова
- Вітя Рассказов — Вася Удальцов
- Олег Жаков — Олег Дмитрович
- Клементіна Ростовцева — Надія Іванівна
- Ніна Агапова — Надія Василівна
- Микола Нікольський — Генадій, друг Євгенії
- Геннадій Аккерман — Володя Прохоров
- Людмила Максимчук — Катя
- Ірина Фомінська — Майка Тарасова
- Марина Карпова — Оля Михайлова
- Ігор Косухін — Митя, чоловік Надії Василівни
- Ірина Мурзаєва — бабуся Гаврика
- Ніна Луньова — дочка Надії Іванівни
- Олександр Кузнецов — тренер
- Тетяна Мітрушина — Марія Миколаївна
- В. Дубровський — епізод
- Леонід Іудов — бородань на ковзанці
- Юліана Бугайова — лікар
- Г. Авілов — епізод
- Ганна Палехова — епізод
- Андрій Ісаєв — епізод
- Владик Бєлін — епізод
- Таня Терещук — епізод

## Знімальна група
- Режисер — Микола Александрович
- Сценарист — Анатолій Алексін
- Оператор — Фелікс Кефчіян
- Композитор — Володимир Рубін
- Художник — Олег Передерій